# マーズ・オービター・ミッション
マーズ・オービター・ミッション（Mars Orbiter Mission、MOM）とは、インド宇宙研究機関（ISRO）による火星探査計画である。火星を長楕円軌道で周回しつつ、5つの搭載機器で観測を行う計画であり、その周回探査機は非公式の愛称としてMangalyaan（マンガルヤーン「火星の乗り物」）と呼ばれている。探査機の火星周回軌道の投入や火星探査にも成功し、当初の目的は達せられた。

## 概要

### 計画
マーズ・オービター・ミッションは2012年8月4日にインド政府によって承認され、マンモハン・シン首相は同月15日の独立記念日演説において、国民に向けインド初の惑星探査機で、火星を目指すと発表した。
これがインドで初めての地球の引力圏を脱出させる試みであり、全てインドの技術だけで探査機の開発を行った、言わば、インドの惑星探査技術の実証ミッションであった。探査機にはインドの気象衛星Kalpana-1や測位衛星IRNSS-1と同じプラットフォームである「I-1K」を用い、インド宇宙研究機関の衛星センター(ISAC)において組立が行われた。メインエンジンとしてモノメチルヒドラジンと四酸化二窒素を使用する2液式ロケット（推力440 N）を搭載し、その他に、姿勢制御用として小型スラスタ8基（推力22 N）を備える。

### ミッション実行

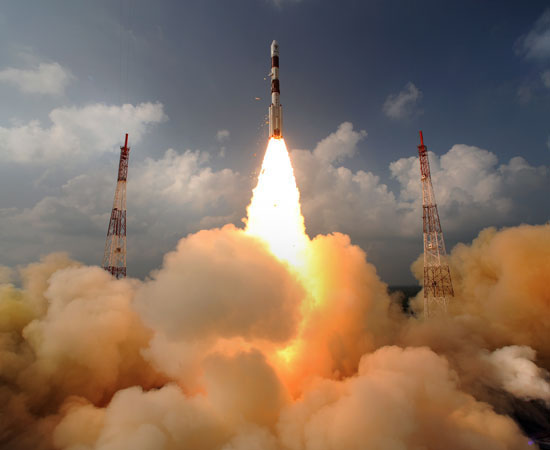
マーズ・オービター・ミッションの打ち上げ

2013年11月5日にサティシュ・ダワン宇宙センターよりPSLV-XLロケットを使用して打ち上げられ、近地点252 km、遠地点28,825 kmの楕円軌道に投入された後、やり直し1回を含む計6回のスラスタ噴射を順次行って、11月16日には遠地点高度を192,874 kmへ引き上げた。その後12月1日に22分間のスラスタ噴射を行ってさらに加速し、地球周回軌道を離脱して火星へ向かう遷移軌道に入った。火星到達は2014年9月24日の予定とされた。その後、火星付近で減速して、近火星点365 km、遠火星点80,000 kmの長楕円軌道に投入し、可視光カメラによる地表観測、地表の鉱物分布、火星大気の逸出状況、生命活動に由来するメタンの存在有無に関する調査を300日間にわたって行う計画であった。
探査機との通信はカルナータカ州Byalaluに所在する、インド深宇宙ネットワークの32 mのパラボラアンテナを用いて行われ、バンガロールのテレメトリー追跡コマンドネットワーク(ISTRAC)が探査機の管制を行う。この探査ミッションは、7200万ドルの低コストであると共に、政府によって計画が承認されてから打ち上げまで僅か1年5ヵ月という異例の短期間で成し遂げられた。
2014年6月16日にインド宇宙研究機関は、同年9月24日に火星の周回軌道上に達する見通しだと発表した。9月24日7時30分過ぎに、予定通り火星周回軌道への投入に成功し、インドはアジアで初めて探査機を火星に到達させた国となった。同日8時にはアンテナが地球の方向を向いていることが確認され、地球との交信を確保し、周回軌道投入の成功が明らかとなった。探査機からは火星の上空7.3 kmから地表を撮影した写真が届き、ISROはTwitterの公式アカウントを通じて、これを公開した。観測機器も動作し、探査機による観測データは世界中の研究者に公開された。
2022年9月27日にインド宇宙機関が開いた記者会見で、探査機が長期にわたる日食後同年4月に通信が途絶し、推進剤が枯渇した可能性があることが指摘された。関係者によれば火星でのミッションは当初想定の6か月を大幅に上回る8年に及んだ。

## 観測機器

### 火星の地表の観測機器
- 火星用カラーカメラ MCC (Mars Colour Camera) - 火星の表面を可視光で撮影する。
- 熱赤外線イメージング分光計 TIS (Thermal Infrared Imaging Spectrometer) - 太陽に加熱されたために火星の表面から放出される赤外線の状態を調べる。これによって、火星の表面に存在する鉱物を間接的に知る手掛かりが得られる[11]。

### 火星の大気の観測機器
- 火星大気メタンセンサー MSM (Methane Sensor for Mars) - 火星の表面にまで達する太陽光の反射光を観測し、火星の大気中に含まれるメタンの吸光を調べ、それによって火星の大気のメタンを検知する[11]。
- ライマンα線フォトメータ LAP (Lyman Alpha Photometer) - 火星の大気に含まれる水素が発するライマンα線を観測する[11]。つまり、火星の高層大気の水素の状態を観測するための機器である。
- 火星高層大気非電離粒子質量分析計 MENCA (Mars Enospheric Neutral Composition Analyser) - 探査機が火星を周回する軌道にまで漂っている火星大気の成分に対して、質量分析を行う[11]。

## 映画化
インドは映画制作も盛んな地域の1つであり、本ミッションの実現までがインドで『ミッション・マンガル 崖っぷちチームの火星打上げ計画』として映画化され、2019年に公開された。日本では2021年に公開された。